# Rosario Presti
Rosario "Saro" Presti, detto "The Sicilian Don" (Messina, 11 novembre 1984), è un ex kickboxer e thaiboxer italiano sei volte campione mondiale di K-1, tre volte campione intercontinentale di Muay Thai e 5 volte campione italiano tra Full Contact, Kickboxing e Muay Thai.

## Biografia
Nasce a Messina nel 1984. Conduce un percorso da fighter di Full Contact, Muay Thai e K-1 invidiabile. Nel corso della sua carriera ha disputato 129 match in numerosi paesi, tra cui: Italia, Regno Unito, Spagna, Olanda, Belgio, Cina, Giappone, Emirati Arabi, Russia, Germania, Bulgaria e Romania. Il suo soprannome è "The Sicilian Don".